# Guarda do Rei
Guarda do Rei e Guarda da Vida do Rei (Guarda da Rainha e Guarda da Vida da Rainha, quando o monarca reinante é do sexo feminino) são os contingentes de soldados de infantaria e cavalaria encarregados de guardar as residências oficiais reais no Reino Unido. O Exército britânico tinha regimentos das duas cavalarias e infantarias anteriores à Restauração Inglesa e, desde o reinado de Carlos II, foram as responsáveis pela guarda dos Palácios do soberano.
Eles não são puramente cerimoniais, apesar das percepções turísticas em contrário. Os Guardas do Rei são soldados totalmente operacionais.

## Área de operação

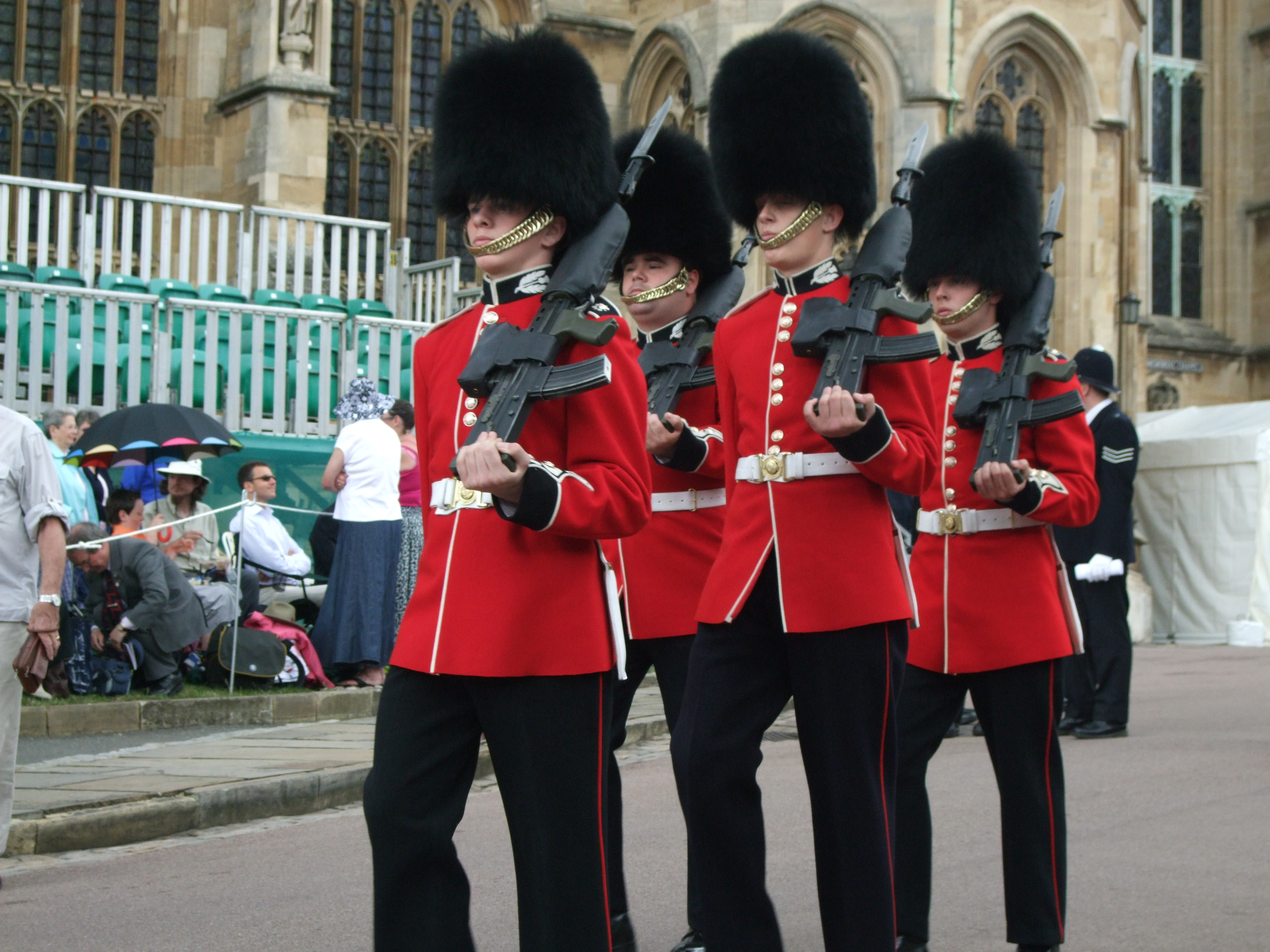
Guardas do Rei

A Guarda do Rei e a Guarda da Vida do Rei estão em serviço nas residências reais que se enquadram na área de operação do Distrito de Londres do Exército britânico, que é responsável pela administração da Household Division. Isso abrange o Palácio de Buckingham, o Palácio de St. James, Kensington Palace e a Torre de Londres, bem como o Castelo de Windsor . A Guarda do Rei também está montada na outra residência oficial do soberano, o Palácio de Holyrood, mas não tão frequentemente como em Londres. Em Edimburgo, o guarda é a responsabilidade do batalhão de infantaria residente no Quartel Redford (Redford Barracks). Não estão operacionais nas residências particulares do Rei em Sandringham ou Balmoral.
A Guarda do Rei é o nome dado ao contingente de infantaria responsável pela guarda do Palácio de Buckingham e do Palácio de St. James (incluindo Clarence House) em Londres. O guarda é formado por uma companhia de soldados de um único regimento, que é dividido em dois, proporcionando um destacamento para o Palácio de Buckingham e um destacamento para o Palácio de São Tiago. Porque a residência oficial do Soberano ainda é de St James, o comandante da guarda (chamado "Capitão da Guarda") é residente do mesmo, assim como as cores do regimento. Quando o Soberano está em residência, a Guarda do Rei é composto por três oficiais e quarenta guarda dispostos em quatro fileiras, com quatro sentinelas, cada um postado no Palácio de Buckingham (no pátio) e no Palácio de St James (dois em Friary Court, dois na entrada de Clarence House). Isso se reduz a três oficiais e trinta e um guardas, com dois sentinelas quando o Soberano não está em residência.A Guarda do Rei não é puramente de natureza cerimonial. Eles fornecem sentinelas durante o dia e a noite, e durante as horas posteriores, patrulham os terrenos do Palácio. Até 1959, as sentinelas no Palácio de Buckingham estavam estacionadas fora da cerca. Isso parou depois de um incidente envolvendo uma turista e um guarda do regimento Coldstream - devido ao contínuo assombro dos turistas, o guarda chutou a turista no tornozelo enquanto marchava. A turista fez uma queixa à polícia e, apesar da simpatia, o guarda foi confinado em um dos quartéis por dez dias. Pouco tempo depois, os guardas foram movidos para dentro da cerca.

### Cerimônias
Os deveres cerimoniais são uma parte importante da história e da tradição do Exército Britânico. A Household Division fornece apoio cerimonial e operacional para a Coroa. As ocasiões reais, como a Abertura do Parlamento do Estado, Trooping the Color (Parada de Aniversário do Rei) e Beating Retreat (Batendo Retirada) são alguns dos eventos mais coloridos e emocionantes do ano. Cerimônias mais modestas, como a Changing the Guard (Mudança da Guarda), constituem uma parte importante do dia útil da divisão do lar. Os eventos cerimoniais detêm um poderoso fascínio e são cheios de simbolismo, tradição e significado.

#### Troca da Guarda
A cerimônia de mudança de guarda no Palácio de Buckingham segue um formato tradicional.

#### Mudança da Guarda da Vida do Rei
A Guarda da Vida do Rei é fornecida por homens do Regimento Montado de Cavalaria Domiciliar em Guardas a cavalos. A cerimônia ocorre diariamente na parada Horse Guards e envolve a troca da Velha Guarda com a Nova Guarda.

#### A Guarda em Windsor
O Castelo de Windsor é uma das três residências oficiais do Rei e tem sido o lar do Soberano há mais de novecentos anos. A mudança da Guarda ocorre diariamente dentro dos terrenos do Castelo.

#### A Guarda na Torre de Londres

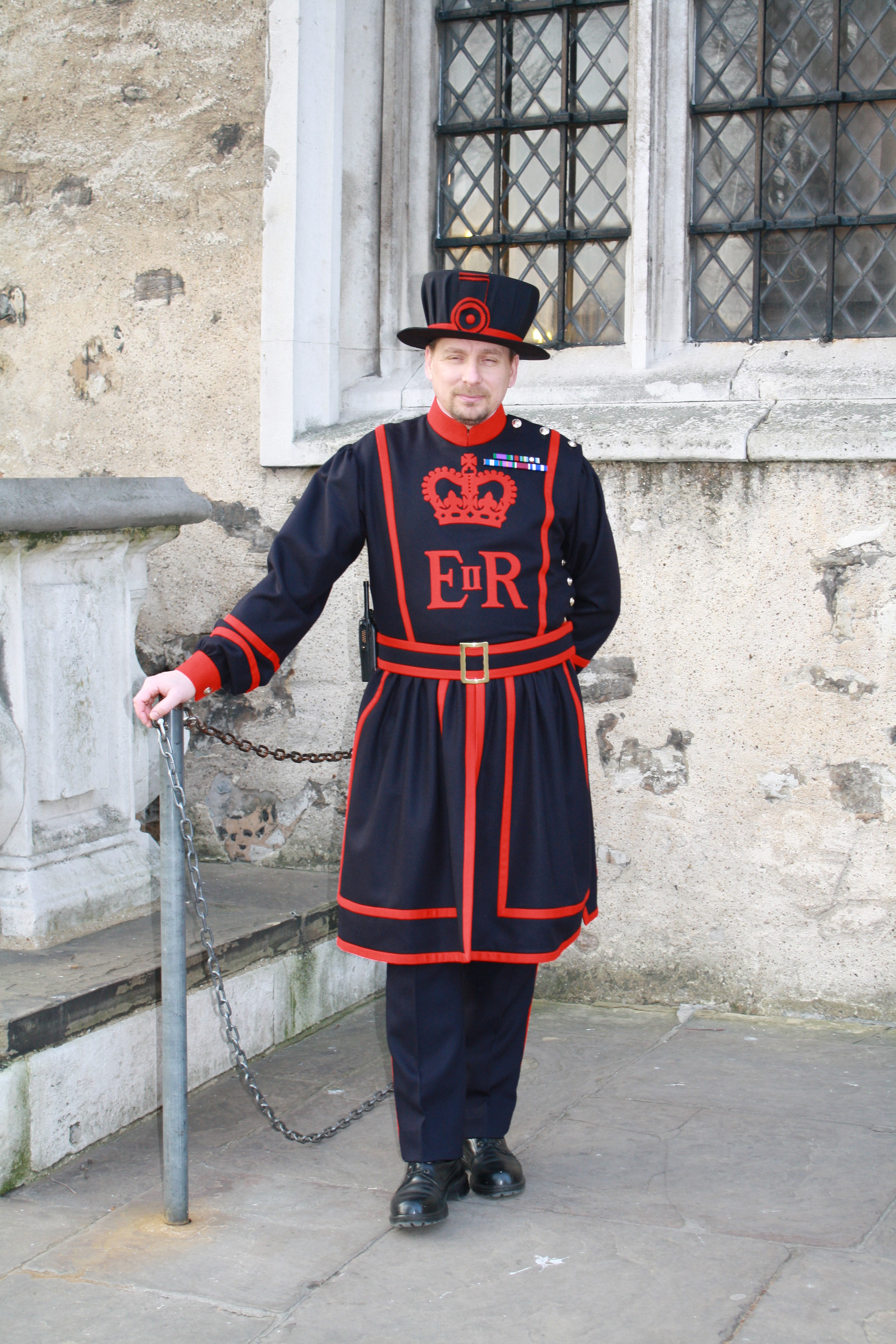
Um Yeoman Warder, popularmente conhecido como Beefeater

A Guarda da Torre de Londres geralmente publica uma sentinela fora da Jewel House e uma fora da Casa do Rei. Como a proteção da Torre é de sua responsabilidade (em conjunto com os  Yeomen Warders e os guardas da Jewel House), a Guarda também deve manter a segurança do local de noite.

#### Abertura do Parlamento do Estado
A Abertura do Parlamento do Estado marca o início formal do ano parlamentar e a Discurso do Rei estabelece a agenda do governo para a próxima sessão, descrevendo as políticas e a legislação propostas.

#### Parada de Aniversário do Rei
O aniversário do Soberano é oficialmente celebrado pela cerimônia Trooping the Color. Esta impressionante exibição de artefatos ocorre no sábado, em junho, por suas tropas pessoais, a Household Division, na parada dos guarda a cavalos, com a presença de Sua Majestade o Rei e recebendo sua saudação.

#### Batendo Retirada
A cerimônia do pôr do sol, a Beating Retreat na Parada dos Guardas a Cavalo (Horse Guards Parade) evoluiu para um concurso colorido de música militar e broca de precisão realizada pelas Bandas Montadas da Cavalaria Domiciliar (Mounted Cavalry Bands of Household Division).

#### Visitas de Estado
As visitas estatais são visitas formais ao Reino Unido pelos Chefes de Estado do exterior, com o objetivo de fortalecer as relações da Grã-Bretanha com outros países.

#### Escarlate e Ouro (Scarlet and Gold)

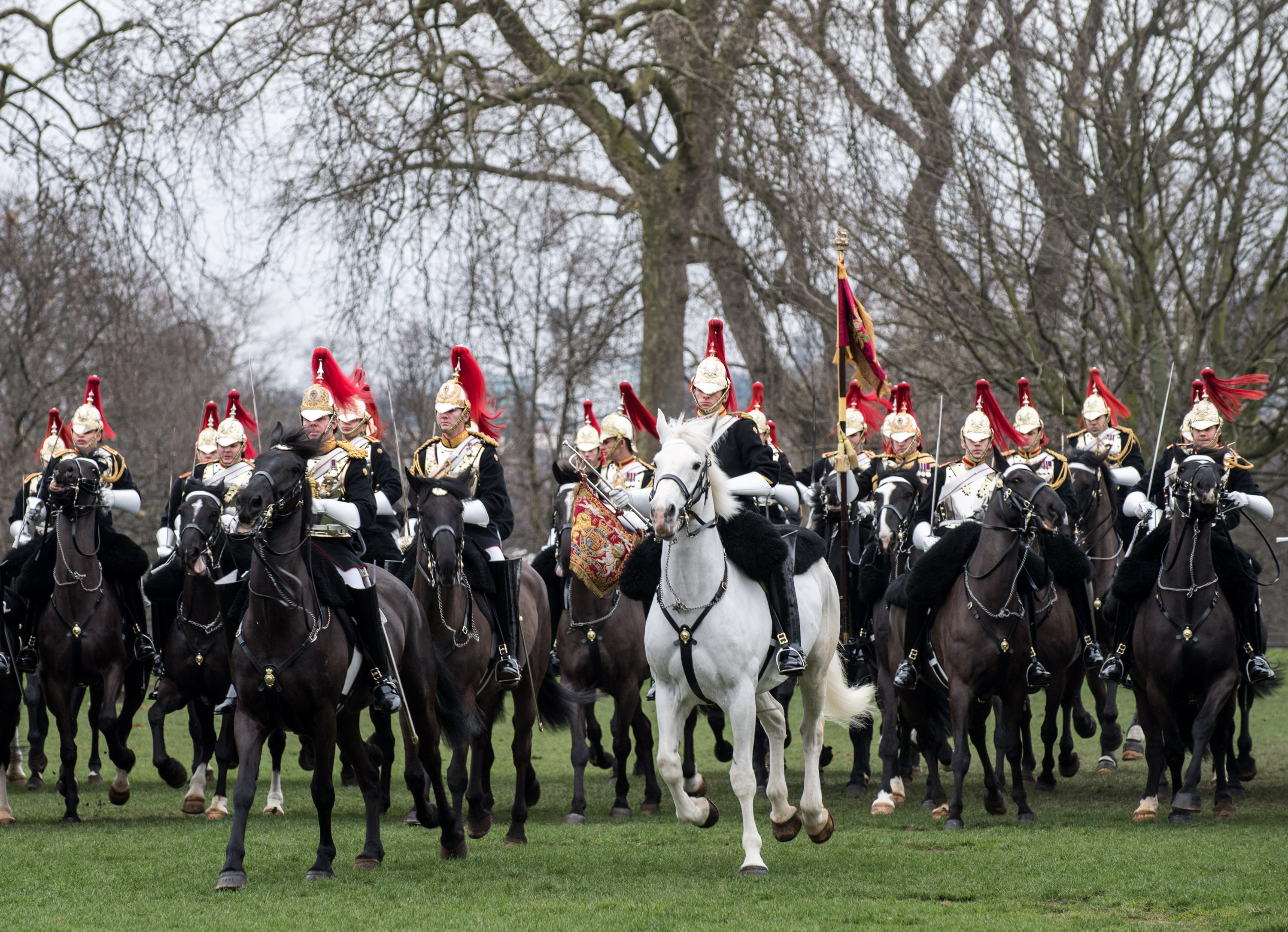
O Regimento Montado no Desfile de Padrões da Cavalaria Domiciliar

Um espetáculo musical militar realizado pelas Massas de Bandas (Massed Bands) da Household Division. Uma ocasião rara para ver todas as sete bandas tocarem juntas.

#### Série de Recital e Concerto da Divisão Domiciliar
Uma emocionante e tocante série mensal de recitais de almoço e concertos noturnos apresentados pela Capela dos Guardas (Guard's Chapel) e pela Household Division.

#### Desfile de Padrões da Cavalaria Domiciliar
O desfile vê os dois papéis da Cavalaria Domiciliar em exibição, com os cavalos do Regimento Montado ao lado dos veículos blindados do Regimento Operacional.

## Divisão Domiciliar

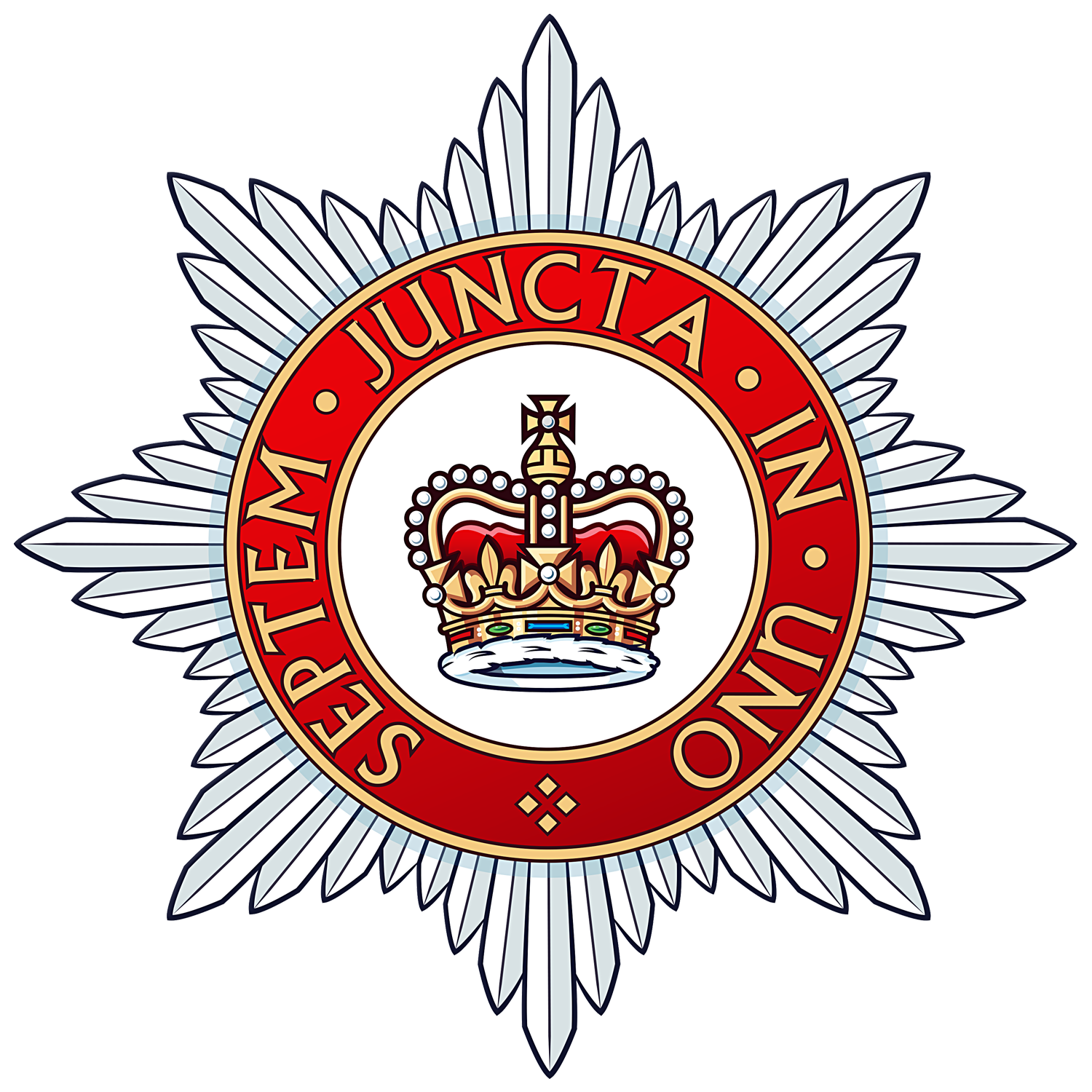
Brasão da Household Division

A Household Division é sediada em Londres, com a responsabilidade exclusiva de entregar os deveres de cerimonial e público do Esta, principalmente em Londres e no Castelo de Windsor. A sede é baseada em Whitehall. O Cerimonial do Estado inclui eventos como a Parada de Aniversário da Rainha, abertura do Parlamento, visita do Estado, o ato nacional de lembrança no Cenotáfio e eventos personalizados de importância nacional. Os deveres públicos incluem a montagem dos guardas reais no Palácio de Buckingham, a Torre de Londres e no Castelo de Windsor junto com guardas de honra e guardas cerimoniais. É composta por dois regimentos de cavalaria e cinco de infantaria. Seu lema é "Septem Junct in Uno" (Sete juntos em um).

### Cavalaria Domiciliar
A Household Cavalry consiste num regimento de reconhecimento blindado operacional, estacionado em Windsor, chamado Regimento de Cavalaria Domiciliar (Household Cavalry Regiment) e um regimento cerimonial montado, estacionado em Londres, chamado Regimento Montado da Cavalaria Domiciliar (Household Cavalry Mounted Regiment).
Há, ainda, os Guardas da Vida da Rainha, os Reais Guardas a Cavalo, os Blues and Royals e os Dragões Reais. Seu lema e de seus regimentos é "Honi soit qui mal y pense" ("O mal seja para aquele que o mal pensa").

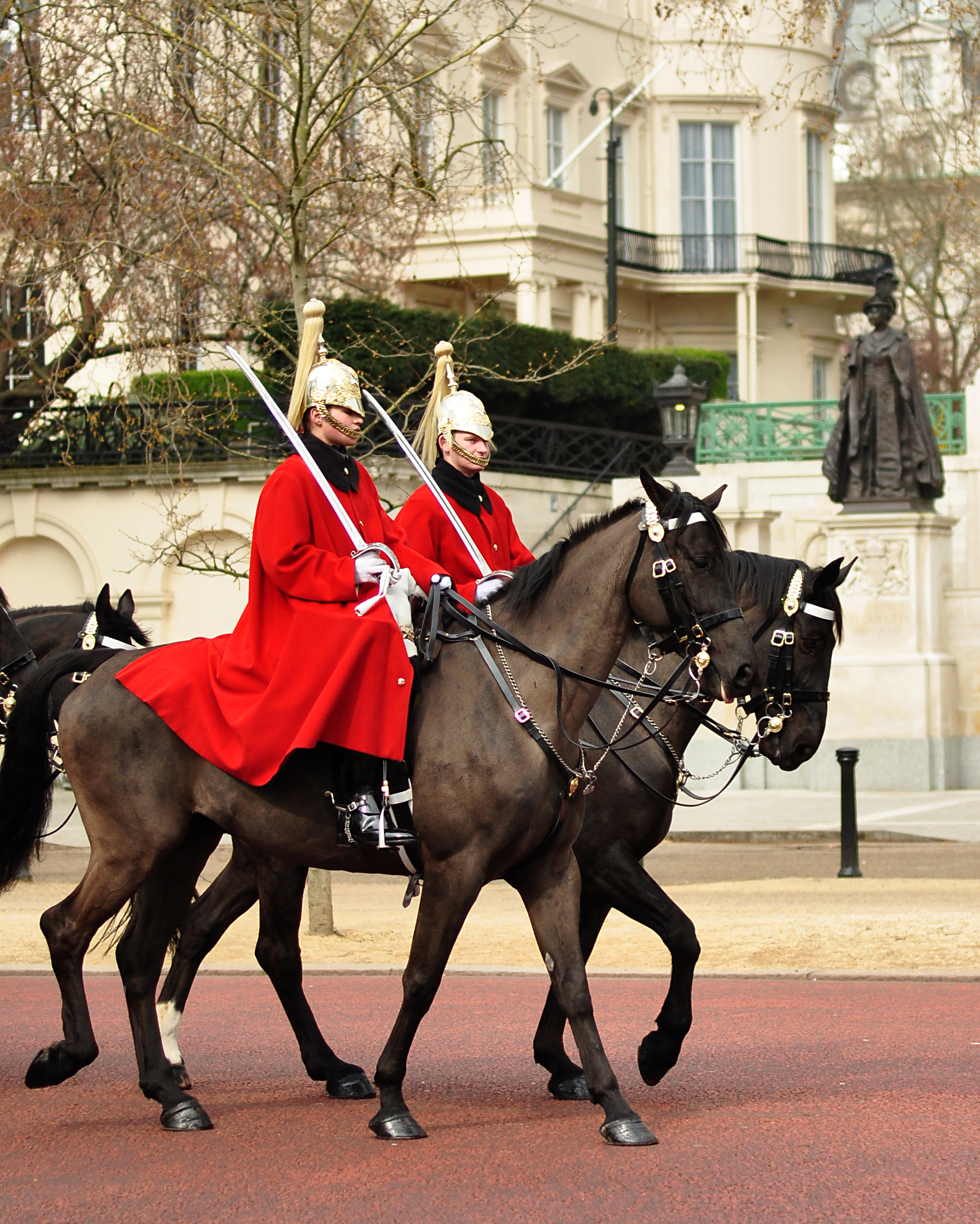
Guardas da Vida da Rainha

#### Guardas da Vida da Rainha
Formados em 1660, os Guardas da Vida da Rainha encontram suas origens em um grupo de senhores leais que acompanharam o rei Carlos II ao continente durante o seu exílio (1652-59) e se formaram como uma guarda-costas militar para proteger o Soberano. Eles escoltaram Sua Majestade de volta à Inglaterra na Restauração em 1660. Desde então, o Regimento sofreu muitas mudanças no título e no estabelecimento, mas sempre permaneceu o título de regimento sênior do Exército Britânico. Como cavalheiros serviram em todas as fileiras, rejeitaram o termo Sargento (associado ao "servo") em favor do cabo de cavalo, uma tradição que persiste. As tropas foram reorganizadas em 1788 para o 1º e 2º Regimentos dos Guardas da Vida, e permaneceram como tal até 1922, quando foram amalgamadas em um único regimento conhecido como Guardas da Vida da Rainha (Life Guards).
O uniforme dos Guardas da Vida da Rainha é distinguível por suas túnicas vermelhas com plumas brancas em seus capacetes.

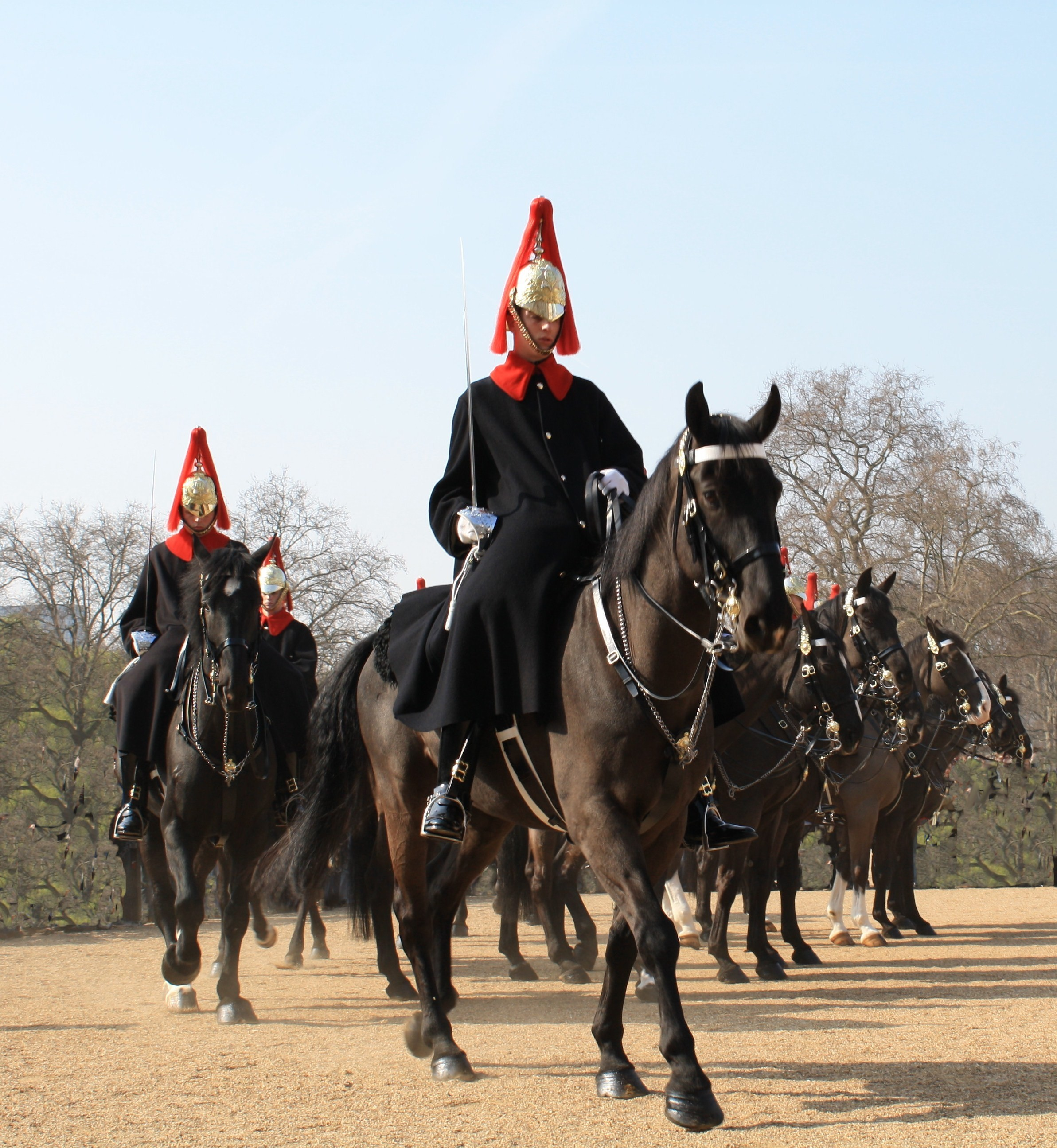
Azuis e Reais

#### Reais Guardas a Cavalo e os Dragões Reais
Os Blues and Royals foram criados em 1969 pela amalgamação de dois famosos regimentos de cavalaria: os Reais Guardas a Cavalo e os Dragões Reais. Os Royal Horse Guards (The Blues) foram descendentes do Regimento Parlamentar de Cavalaria, que o Rei Charles II refez ao fundar o Exército Britânico Regular em 1661. Sempre conhecido como "os Azuis" por causa da cor de suas túnicas, o regimento tornou-se o favorito do rei George III. Eles foram promovidos para o status de Cavalaria Domiciliar em 1813, embora, desde sua formação, tenham desempenhado deveres semelhantes dos Guardas da Vida da Rainha. Os Dragões Reais foram originalmente criados em Londres em 1661 para formar parte da Guarnição de Tânger e anteriormente eram conhecidos como os Cavalos de Tânger. Ao retornarem à Inglaterra em 1683, foram re-designados por Charles II como "Nosso próprio Regimento de Dragões" e concediam precedência sobre todos os outros regimentos de cavalaria da Linha. Os Reais também desempenharam um papel distinto na Batalha de Waterloo quando capturaram o 105º Regimento de Infanteria de Napoleão, tendo seu estandarte da Águia Imperial Francesa capturado (a maior vergonha que um regimento francês da época poderia ter). Isto é comemorado hoje no uniforme dos dois regimentos amalgamados, pelo uso de uma águia na manga esquerda de suas túnicas e no emblema dos Blues and Royals.
O uniforme dos Azuis é distinguível por suas túnicas azuis com plumas vermelhas em seus capacetes.

### Infantaria Domiciliar (Household InfantryouFoot Guards)
Consiste em todos os regimentos de infantaria da Household Division, sendo que cada regimento tem sua própria sede e localizações específicas para o treinamento das tropas contidas em cada um deles. São cinco regimentos, o Regimento dos Guardas Granadeiros (Grenadier Guards), o Regimento Coldstream (Coldstream Guards), o Regimento de Guardas Escocês (Scots Guards), o Regimentos de Guardas Irlandês (Irish Guards) e o Regimento de Guardas Galês (Welsh Guards).

#### Guardas granadeiros
Formado em 1656 pelo rei Charles II enquanto estava no seu exílio em Flandres, os Guardas Granadeiros são o regimento de infantaria mais antigo do Exército Britânico. O regimento geralmente recruta do noroeste da Inglaterra. Todos os novos guardas vão para a Companhia Nijmegen (Nijmegen Company), estacionada no Quartel Wellington        (Wellington Barracks), em Londres, com foco em deveres públicos e desenvolvimento posterior antes de postagem em Aldershot. Seu lema é o mesmo que o da Household Cavalry, "Honi soit qui mal y pense" (O mal seja para aquele que o mal pensa).
O Guarda granadeiro usa uma pluma branca no lado esquerdo de seu chapéu de pele de urso.

#### Guardas do RegimentoColdstream
Formado em 1650, Coldstream é famoso por ser o regimento mais antigo do Exército Britânico em serviço contínuo. O regimento geralmente recruta do Nordeste e do Sudoeste da Inglaterra. Os recrutas completam o Curso de Infantaria de Combate de seis meses no Centro de Infantaria, Catterick. Seu lema é "Nulli Secundus"  (Inigualável).
O guarda Coldstream usa uma pluma vermelha no lado direito de seu chapéu de pele de urso e botões em pares na túnica. 

#### Guardas escoceses
Regimento formado em 1642 por Arquibaldo, 1º Marquês de Argyll por ordem do rei Carlos I, os Guardas Escoceses compõem o 3º Regimento da Household Infantry. Todos os novos guardas escoceses que passam o treinamento são postados na Companhia F (F Company), com sede em Londres. Seu lema é "Nemo Me Impune Lacessit" (Ninguém Me Assalta com Impunidade).
A pele de urso dos guardas escoceses não tem pluma e os botões da túnica são agrupados em três.

#### Guardas irlandeses
O regimento dos guardas irlandeses foi formado em 1 de abril de 1900 por ordem da rainha Victoria para homenagear os irlandeses que lutaram na Segunda Guerra dos Bôeres para o Império Britânico. O colar da Guarda Irlandesa é adornado com um trevo em ambos os lados. Seu lema é "Quis Separabit" (Quem Nós Separará).
A pluma azul de São Patrício é usada no lado direito da pele de urso e os botões em suas túnicas são espaçados em quatro.

#### Guardas galeses
O Regimento de Guarda Galês foi criado em 26 de fevereiro de 1915 por ordem do rei George V para completar o conjunto nacional de regimentos da Household Infantry identificados com os países do Reino Unido, o último dos regimentos de guardas a ser criado. Seu lema é "Cymru am Byth" (Gales para Sempre).
Os guardas galeses usam sua pluma branca e verde no lado esquerdo de suas pele de urso e os botões em sua túnica estão em cinco.